# Paraplatypeza angustifrons
Paraplatypeza angustifrons är en tvåvingeart som beskrevs av Shatalkin 1985. Paraplatypeza angustifrons ingår i släktet Paraplatypeza och familjen svampflugor. Inga underarter finns listade i Catalogue of Life.